# Trastorn de comportament alimentari
Els trastorns de la conducta alimentària, o trastorns de comportament alimentari (TCA) —l'anorèxia nerviosa, la bulímia nerviosa i els trastorns per afartament—, així com els seus quadres incomplets i atípics, són patologies causades per molts factors que afecten, majoritàriament, nens, nenes, dones joves i, cada vegada més, els adults. Afecta el comportament de manera que minva la salut, la qualitat de vida i els projectes de vida de la persona que el té. En casos extrems aquests trastorns poden causar fins i tot la mort de la persona que els pateix, per malalties derivades del mateix trastorn o per suïcidi.
Els problemes psicopatològics de la persona amb TCA són comportaments compulsiu-obsessius que afecten la ingestió i l'expulsió d'aliments, necessiten un control absolut i exagerat del que prenen i perden. En un estat determinat, la seva percepció en la mateixa figura també comença a deformar-se; així, per exemple, una persona anorèxica es veu sempre grassa.

## Descripció general
Es caracteritzen per alteracions importants de la conducta davant l'alimentació, amb greus conseqüències nutricionals, biològiques, psicològiques i socials. Són malalties psicosomàtiques incloses en els manuals com a trastorns mentals.
Es produeixen per diversos factors considerats de risc que poden estar presents en persones sanes o en persones que presenten altres malalties. Per tant, aquests factors poc específics no haurien d'induir al diagnòstic, però sí a l'anàlisi de la situació de la persona.
Aquests trastorns produeixen alteracions biològiques i psicològiques importants en les persones malaltes i també els ocasionen un procés greu de desadaptació a l'entorn, que els aïlla de les amistats. La família pateix intensament la malaltia perquè veu modificats els seus hàbits i les seves relacions i, com a conseqüència, tendeix a la desorganització. Generalment, és necessària l'ajuda terapèutica. Per fer-hi front hi ha diversos tractaments que poden ser eficaços tot i que, en la majoria dels casos, acostumen a ser llargs i complicats.
Els trastorns de comportament alimentari més habituals a la societat europea actual són menjar compulsivament, l'anorèxia, la bulímia i l'ortorèxia.

## Tipologia

### Anorèxia nerviosa
L'anorèxia comença pel fet de no agradar-se a un mateix, no acceptar-se com a persona i de voler ser perfecte i de fer tot exactament com cal, ja que assumeixen que, si tal com són no s'agraden ni poden agradar ni ser estimats, encara serà més difícil si tenen un petit defecte. Són persones introvertides, que tendeixen a aïllar-se, exigents, perfeccionistes i amb una gran força de voluntat i capacitat d'esforç. D'una banda comencen seguint al peu de la lletra tots els consells que troben sobre dietes desintoxicants, exercicis, hàbits saludables, etc. que fan tots alhora i sempre pensant que han d'estar més prims. A més, associen la primesa a la recerca de la perfecció i de la felicitat. Quan la malaltia ja està avançada es produïx una distorsió de la imatge corporal: la persona es veu grassa encara que no siga així. Per a estar prima, limita a poc a poc la quantitat d'aliments que ingerixen; i de vegades es provoca vòmits, utilitza productes aprimadors, laxants i diürètics, o fa exercici físic excessiu.
En la majoria de casos les persones afectades pateixen una distorsió important de la percepció de la pròpia imatge corporal: es perceben amb més volum del que tenen i presenten una intensa por no només al sobrepès sinó també a tenir un pes normal.

### Bulímia nerviosa
A la bulímia, la persona que la pateix no té cap control en el que menja, cosa que provoca episodis en què la persona menja grans quantitats de qualsevol mena de menjar sense adonar-se ni poder parar, i quan se n'adona sent una forta culpabilitat a causa d'això. Després pot voler "compensar" provocant-se el vòmit o abusant de laxants i diürètics. Molts dels símptomes de la bulímia són compartits amb els de l'anorèxia; de fet, del 30% al 50% dels adolescents bulímics també compleixen els criteris de l'anorèxia nerviosa a l'inici de la seva malaltia.
Els símptomes se centren en tres aspectes essencials: El sentiment de pèrdua de control i el descontrol, la presència de conductes compensatòries per evitar l'augment normal de pes que provoquen els afartaments i la preocupació intensa i persistent pel pes i la figura, que pot portar els malalts a autoavaluar-se exclusivament en aquests termes i a fixar l'autoestima en funció d'ells.

### Trastorn per afartament
Al trastorn per afartament o menjador compulsiu, la persona que el pateix presenta períodes de voracitat coincidint amb moments d'estrès o ansietat, però sense que, com ocorre amb la bulímia, realitzi conductes compensatòries purgatives, a part del fet que amb freqüència solen estar permanentment a dieta. El problema principal d'aquest trastorn és que pot evolucionar a altres tipus de TCA amb més repercussions per a la salut.

### Trastorn d'evitació/restricció de la ingesta d'aliments
Al trastorn d'evitació/restricció de la ingesta d'aliments, conegut anteriorment com a trastorn d'alimentació selectiva, les persones mengen només un repertori d'aliments extremadament reduït.  Aquesta evitació es pot basar en l'aparença, l'olor, el gust, la textura, la marca, la presentació o una experiència negativa passada amb l'aliment, fins a un punt que pot comportar deficiències nutricionals o altres conseqüències negatives per a la salut.

### Ortorèxia
L'ortorèxia és un comportament obsessivocompulsiu pel menjar sa. Les víctimes d'aquesta malaltia creuen que menjant només aliments que cataloguen com a biològicament purs (cultivats sense pesticides, aliments sense additius, sense conservants ni colorants, tallats i cuinats d'una determinada manera i amb uns estris i recipients particulars) obtindran tota mena de beneficis físics, psíquics i morals, fet que els sol portar a una dependència semblant a la de qualsevol addicte a les drogues. Tenen tanta por als aliments no purs que prefereixen no menjar res abans de tastar-ne'n un. És el TCA que afecta una proporció més alta d'homes. L'ortorèxia no s'ha de confondre amb la vigorèxia, un altre trastorn mental.

### Obesitat infantil
L'obesitat infantil de causa conductual per adquisició de mals hàbits alimentaris i per absència d'una educació alimentària correcta en els adults s'inclou entre els trastorns de la conducta alimentària perquè les pautes de prevenció de l'anorèxia i la bulímia nervioses són semblants a les pautes de prevenció d'aquest tipus d'obesitat infantil. D'altra banda, és el trastorn alimentari més freqüent entre els infants.

### No especificats
Els trastorns de la conducta alimentària no especificats (TCANE) són un grup heterogeni de conductes que inclouen les d'anorèxia i bulímia nerviosa que no compleixen tots els criteris diagnòstics i, també, les dels anomenats menjadors compulsius, menjadors nocturns, persones amb vòmits regulars, amb complex d'Adonis, amb ortorèxia, etc.

## Sociologia
Els trastorns de la conducta alimentària no són nous: han estat presents al llarg de la història. Però en els nostres dies sembla la seua freqüència cada vegada major, o en tot cas quan existix una major preocupació respecte a ells. El model actual de bellesa imposa un cos cada vegada més prim, i el mercat es troba envaït per infinitat de productes dietètics, que generen grans beneficis econòmics a costa de fer moltes persones esclaves del seu cos. L'interès mèdic per la bulímia nerviosa no es va iniciar fins als anys 70 del segle xx i l'ortorèxia no es va descriure per primer cop fins a l'any 1997.
Afecta sobretot les dones front als homes, especialment en edats molt joves, adolescents i nenes. Cada cop proliferen més les revistes amb imatges femenines massa primes i acompanyades de múltiples dietes, productes o solucions per aprimar-se (Vegeu Cosificació de la dona). El model de bellesa actual imposa cada vegada un cos més prim. Aquest model estètic no coincideix amb un patró saludable. Així, la població, en lloc de preocupar-se de veure si té una alimentació equilibrada i saludable, es dedica gairebé en exclusiva a conversar sobre el que engreixa o no engreixa.
L'any 2000 el Col·legi de Farmacèutics de Barcelona va realitzar un enquesta sobre comportament alimentari a més de 2.300 nens d'edats compreses entre els 11 i els 13 anys. En aquest estudi es va detectar que el 24% de noies i un 19% de nois havia fet dieta per aprimar se, i que un 21% de noies i un 18% de nois havia l'exercici físic amb el sol objectiu de perdre pes. Dos de cada cinc nens i nenes volien estar més prims.

## Causes
Els factors causants dels trastorns de comportament són una combinació d'elements biològics (predisposició genètica i biològica), psicològics (influències familiars i conflictes psíquics) i socials (influències i expectatives socials). La insatisfacció corporal és una característica necessària per a l'aparició d'aquestes malalties. També es pot relacionar l'inici d'un TCA amb la no acceptació dels canvis corporals durant l'adolescència, amb un canvi ràpid de pes, amb canvis importants en la vida, amb complexos referents al físic o amb problemes de relació. En els casos de l'anorèxia i de la bulímia se sap que el 80% dels casos apareix quan es comença una dieta d'aprimament sense cap mena de control professional. Altres conductes alimentàries considerades de risc entre els adolescents són picar entre hores, consum de menjar ràpid, consum excessiu de llaminadures dolces i "snacks" salats, i saltar-se àpats. Sembla que a l'estiu, quan el cos és més a la vista i la rutina diària és més fàcil de trencar, és més fàcil que comenci un TCA. S'estima que un 40% de TCA comencen a l'estiu i és en aquesta època quan també augmenten les visites als centres de rehabilitació. Les alteracions de la conducta alimentària també es poden considerar conseqüència d'una autoestima ferida front a la qual la persona reacciona compulsivament amb un comportament addictiu inconscient resultat dels efectes de la persecució inútil de metes inassolibles. Les persones amb aquests trastorns tenen en comú el menyspreu a la seva imatge corporal i a ells mateixos com a persones.

## Prevenció
Els hàbits saludables en l'alimentació de la família són molt importants per evitar el risc de patir un trastorn alimentari (dietes completes, equilibrades i en companyia). Almenys un cop al dia, per dinar o per sopar, us heu de reunir en família per compartir l'àpat. També cal es fomenti l'esperit crític enfront de les exigències de la moda i la valoració exagerada de l'aparença física.
En aquest sentit es pot difondre el vídeo que el juliol de 2012 van registrar diferents personatges del món de la cultura i del periodisme donant suport a la plataforma "Motius per donar la talla" que està realitzant a la campanya "Vesteix-te d'autoestima" per fomentar una imatge corporal positiva entre els adolescents i els joves.
A Catalunya, hi ha creada una taula de diàleg per a la prevenció dels trastorns del comportament alimentari on hi participen les Administracions Ajuntament de Barcelona i Generalitat des de diversos departaments, Empresa i Ocupació i Salut, la Universitat Autònoma de Barcelona, diversos centres hospitalaris Hospital Clínic i Hospital de la Santa Creu i Sant Pau, les Associacions de Pacients Associació contra l'Anorèxia i la Bulímia i la Fundació Institut de Trastorns Alimentaris, l'Acadèmia de la TV, el CESICAT, l'IMA i la Confederació de la Indústria Tèxtil. La taula pretén abordar el problema des de tots els sectors.

## Tractament
El tractament dels trastorns de la conducta alimentària (TCA) se sol dur a terme per equips multidisciplinaris de professionals especialitzats que s'ha d'adaptar a les característiques de cada persona. A causa del seu origen multicausal, la teràpia ha d'incloure mesures encaminades a resoldre les possibles complicacions orgàniques, un pla de recuperació de pes en cas necessari, psicoteràpia i, en alguns casos, medicació. El tractament pot ser ambulatori o, si la malaltia està molt avançada i necessita intervenció dràstica, hospitalari. És imprescindible ensenyar de nou a menjar i a portar en general una higiene i uns hàbits de vida normals i saludables.
És important detectar el TCA al més aviat possible. Segons un estudi realitzat a Catalunya l'any 2000 sobre 470 persones, la mitjana de detecció està situada en dos anys i mig després de l'inici. Una vegada han transcorregut tres anys, el TCA ja està cronificat i, per tant, el tractament serà molt més llarg, amb una mitjana de sis anys de durada.

## Incidència
L'anorèxia i la bulímia afecten un 90% de dones i un 10% d'homes. S'estima que el 4% de les dones adolescents i joves mostra algun tipus de trastorn de la conducta alimentària, i el 20% d'este sector de la població apareix com a "grup de risc". A més, l'anorèxia i la bulímia es presenten en edats cada vegada més precoces o en edats mitjanes en dones adultes.
A Catalunya, el 2002 l'anorèxia nerviosa i la bulímia afectaven el 3% de la població d'entre 12 i 24 anys. En total a Catalunya hi ha 36.400 afectats de trastorns del comportament alimentari, dels quals 8.000 són noies amb edats compreses entre les 12 i els 18 anys. El 12% d'afectats són menors d'edat. En els darrers anys s'ha produït un augment significatiu d'afectats d'entre 30 i 40 anys. Segons un estudi realitzat l'any 2006 per l'Associació contra l'Anorèxia i la Bulímia (ACAB), en col·laboració amb la Fundació Viure i Conviure de Caixa Catalunya, en 8 anys s'havien duplicat el nombre d'afectats, que havien passat del 3% (l'any 1998) al 6% (l'any 2006).
A l'Estat espanyol, el 2002 els trastorns de comportament alimentari afecten 350.000 persones, un 4,8% dels quals són adolescents.
Al conjunt d'Europa, Estats Units i el Canadà, la prevalença dels trastorns de comportament alimentari oscil·la entre l'1% i el 4% en adolescents i dones joves. La bulímia nerviosa és més comuna que l'anorèxia. Així, l'1% de les dones d'entre 15 i 30 anys pateixen anorèxia i el 5%, bulímia.